# Thomas DeSimone
Thomas Anthony DeSimone (6 de junio de 1946 - 14 de enero de 1979) fue un gánster estadounidense y socio de la familia criminal Lucchese de Nueva York. También conocido como "Two-Gun Tommy" (Dos-Armas Tommy) o "Tommy D", nieto y sobrino de los jefes criminales de Los Ángeles Rosario DeSimone y Frank DeSimone, respectivamente. Estuvo casado con Angelica "Cookie" Spione, pero tuvo muchas amantes, incluyendo a Theresa Ferrara. En la película Goodfellas de Martin Scorsese, el personaje Tommy DeVito (representado por Joe Pesci) está basado en DeSimone.

## Primeros años
Thomas DeSimone nació el 24 de mayo de 1950. Tanto su abuelo paterno, Rosario DeSimone, como su tío, Frank DeSimone, eran jefes de la familia criminal de Los Ángeles. Rosario se convirtió en el jefe de la familia de Los Ángeles después de que Vito Di Giorgio fuera asesinado en Chicago en 1922. Frank, un abogado defensor criminalista convertido en mafioso, sustituyó al fallecido Jack Dragna en 1956 y se convirtió en el segundo miembro de la familia DeSimone en asumir el control de la familia de Los Ángeles.
DeSimone tenía dos hermanas, Dolores y Phyllis, y dos hermanos, Robert y Anthony. Sus dos hermanos eran socios de la familia criminal Gambino; Anthony fue asesinado por el mafioso Thomas Agro en 1979. Phyllis fue la amante de James Burke desde que tenía 16 años. DeSimone era también cuñado del mafioso Joseph "El barbero" Spione, asesinado por negarse a ayudar a matar a DeSimone a finales de los años setenta, y ex yerno del socio de los Gambino Salvatore DeVita.
En 1965, cuando tenía 15 años, DeSimone fue presentado a Paul Vario, un caporegime de la Familia Lucchese. Henry Hill, un socio de Vario que por aquel entonces tenía unos 20 años, relató más tarde su primer encuentro con DeSimone, describiéndolo como "un chico delgado que llevaba un traje de sabelotodo y un bigote de lápiz. " DeSimone trabajó a las órdenes de Vario, Burke y Hill, entre otros, involucrándose en secuestros de camiones, compra de propiedad robada, extorsión, fraude y asesinato. Mientras secuestraba, DeSimone siempre llevaba su pistola en una bolsa de papel marrón. "Caminando por la calle, parecía que te traía un bocadillo en lugar de un .38", dijo Hill.

## Vida criminal

### Asociación con Burke y Vario
DeSimone trabajó bajo las órdenes del jefe de la mafia Paul Vario con sus amigos  Jimmy Burke  y Henry Hill. DeSimone y Hill ya se conocían el uno al otro, ya que Burke les tomó como sus protegidos cuando eran jóvenes. DeSimone estuvo implicado en secuestro de camiones, propiedad robada, extorsión, fraude y asesinato.
DeSimone era conocido por su carácter violento. Su hermana dijo de él que "la adolescencia de Tommy giró en torno el boxeo, el levantamiento de peso, fumar cigarrillos y apalizar un saco de boxeo que guardaba en una habitación aparte. Tenía poca paciencia, y un apetito animal. Bebía prácticamente un galón (casi 4 litros) de leche al día. Su único pasatiempo de la niñez era coleccionar diferentes tipos de cuchillos de bolsillo que guardaba en una vieja caja de cigarros bajo su cama." Jugando a cartas con Joseph Iannuzzi y Agro, lanzaba dardos a los otros jugadores cuando él empezaba a perder. Hill describió a DeSimone y Burke diciendo "No les costaba nada a estos tipos matarte. Les gustaba hacerlo. Se sentaban a beber y a hablar de sus golpes favoritos. Disfrutaban hablar de ello." Hill más tarde describió a DeSimone como un "puro psicópata". También sugirió que DeSimone tenía algo a demostrar porque Anthony, su hermano mayor, había sido informante y fue presuntamente asesinado por la familia criminal Gambino por ello.
DeSimone cometió su primer asesinato conocido el 15 de marzo de 1968, a los 17 años. Andaba por la calle con Hill, cuando a DeSimone le llamó la atención Howard Goldstein, un peatón, un civil aleatorio desconocido por ambos gánsteres. Hill recuerda a DeSimone girándose hacia él y diciéndole "Ey, Henry, mira esto." DeSimone gritó "¡Ey, chupapollas!" y sacó una pistola del calibre 38 y mató a Goldstein. Hill exclamó "¡Eso ha sido a sangre fría, Tommy!" DeSimone contestó "Bueno, soy un hijo de puta."

### Asesinatos
En 1970, mató a William "Billy Batts" Devino, un iniciado que era parte de la familia Gambino y quién trabajó con el gánster John Gotti. Devino acababa de salir de la prisión después de cumplir una condena de seis años por posesión de drogas. Mientras Devino estaba en la cárcel, Burke había asumido sus negocios, y ahora que Devino estaba fuera de la prisión, él (Burke) necesitaba sacar a Devino del camino. Una noche, mientras Devino y Burke bebían tragos en el local Suite, DeSimone se rebeló. Recordando los días cuando DeSimone había limpiado zapatos, Devino comenzó a burlarse de DeSimone llamándole “Tommy lustrabotas con saliva.”  DeSimone se marchó y más tarde volvió con una 38 y una tapa de colchón plástica. Burke agarró a Devino con una llave de lucha a la cabeza mientras DeSimone golpeó a Devino con el revólver. DeSimone, Burke, y Hill cargaron a Devino en el maletero del Buick Riviera de Hill y fueron a sepultarlo, pero Devino se despertó. Devino fue golpeado y apuñalado hasta que finalmente murió.
En relación también con John Gotti, Thomas DeSimone asesinó posteriormente, en 1974, a Ronald "Foxy" Jerothe, quien era protegido de Gotti, ya que Jerothe le amenazó de muerte por haber apaleado a su hermana. Estos dos episodios terminarían llevándole a la muerte.
El tercer asesinato de DeSimone es descrito por Hill en el libro de Nicholas Pileggi Wiseguy. Un joven llamado Michael "Spider" Gianco actuaba como camarero en una partida de cartas, cuando DeSimone sacó una pistola y exigió que Gianco bailara para él. DeSimone le pegó un tiro en el pie cuando Gianco se negó. Una semana más tarde, Gianco servía otra vez bebidas y DeSimone comenzó a burlarse de él por su pie herido, obligando a Gianco a contestar "¿Por qué no te vas a la mierda, Tommy?" Tras unos instantes callado, recibiendo burlas de un divertido Burke, DeSimone perdió los papeles y disparó a Gianco tres veces en el pecho, matándolo. Hill y Burke estaban furiosos, y le hicieron sepultar el cuerpo de Gianco en el sótano.
En Wiseguy, Hill mencionó que DeSimone había matado "alrededor" de cuatro personas en prisión, subiendo el número de asesinatos hasta aproximadamente 11. Hill comentó que DeSimone a veces mataba solo porque quería probar alguna arma nueva y no dudaba en usar un objetivo humano como práctica de tiro. Hill declaró que ni él ni Jimmy Burke sabían cuanta gente Tommy DeSimone había matado a ciencia cierta.

### Rol en el  atraco de Lufthansa
DeSimone fue supuestamente uno de los participantes el atraco a Lufthansa del Aeropuerto Internacional JFK, el 11 de diciembre de 1978. Se consideró en ese momento el robo más grande de la historia estadounidense. El botín se presume que fueron casi 6 000 000 de dólares, siendo sólo una fracción lo que fue recuperado. Él fue el que quién aconsejó reclutar a su compañero de celda Angelo Sepe para el atraco. Su papel no fue trascendente durante el atraco, siendo un pistolero más, pero sí las semanas siguientes, con los asesinatos de sus compañeros de crimen.
La primera víctima de DeSimone fue Parnell "Stacks" Edwards, el conductor de la furgoneta con la que realizaron el atraco a Lufthansa. DeSimone era un buen amigo de este y se decepcionó al oír que Stacks no se había deshecho del camión usado en el robo, ni destruyó las pruebas. Bajo las indicaciones de Jimmy Burke, paranoico por la gran cantidad de dinero que habían conseguido, Thomas DeSimone tuvo que deshacerse de Edwards. Un mafioso de alto nivel, además, le dijo que podría iniciarse en la familia gracias a este golpe, y finalmente él estuvo de acuerdo. Una vez que encontró Stacks, fue a visitarlo en su casa en Ozone Parks, Queens, y le asestó seis disparos en pecho y cabeza con una pistola con silenciador. Henry Hill afirma que durante la semana después de asesinar a Parnell "Stacks" Edwards, DeSimone iba a ser un iniciado de la Familia Lucchese. Unas semanas más tarde, DeSimone desapareció.

### Desaparición y asesinato
DeSimone fue asesinado como represalia por haber matado a dos de los amigos íntimos de John Gotti, expresamente Billy Batts y Ronald Jerothe. 
El 14 de enero de 1979, la esposa de DeSimone, Angela, denunció su ausencia. Ella dijo que había visto a Tommy "unas semanas antes" cuando él tomó prestados 60 dólares de ella. Después del atraco Lufthansa, Theresa Ferrara, Martin Krugman, Robert McMahon, Joe Manri, Parnell Edwards y Paolo LiCastri, habían sido todos asesinados por Burke, quién quiso evitar pagarles su parte del botín. Durante años, el Departamento de Policía de Nueva York y el FBI creyeron que DeSimone había sido o asesinado por Burke, o que él estuvo escondido para evitar ser asesinado. Su cuñado, el miembro de la familia Lucchese, Joseph "el Barbero" Spione, también desapareció un poco después.
Cuando Hill se convirtió en un informante del FBI en 1980, él dijo a las autoridades que DeSimone había sido asesinado por la familia criminal Gambino. A pesar de la fecha a menudo dada de la muerte del 14 de enero de 1979, la fecha exacta del asesinato de DeSimone es incierta. Henry afirmó que en "la semana después de la Navidad", él y Jimmy Burke habían ido a Florida para arreglar un trato de drogas estropeado. Tommy había permanecido en Nueva York porque él iba a ser iniciado. Cuando Jimmy llamó para ver si la ceremonia había ocurrido (la frase en clave era preguntar si Tommy no había visto a su madrina aún), a Burke se le dijo que había sido suspendida debido a una tormenta de nieve. Al día siguiente, Burke averiguó que DeSimone había sido asesinado; él colgó de golpe el teléfono y comenzó a gritar, tal como fue representado en la película Goodfellas. Henry también indicó tanto en el libro Wiseguy como en el comentario DVD de Goodfellas que DeSimone estaba muerto ya cuando Martin Krugman desapareció el 6 de enero de 1979.
En 1994, Henry Hill, en su libro Gangsters and Goodfellas, dio una historia ampliada de los acontecimientos que conducen hasta la muerte de DeSimone. La esposa de Henry, Karen, había estado enredada con el jefe de la mafia Paul Vario. Cuando Hill fue condenado a prisión, DeSimone se acercó a Karen para tener sexo. Cuando ella lo rechazó, DeSimone intentó violarla. En represalia por el intento de violación, Vario se acercó a la gente de Gambino y reveló que DeSimone había asesinado a Jerothe y Devino sin esperar antes el permiso de la familia Gambino, violando el protocolo de la Mafia. Algún día a finales de diciembre 1978/principios de enero de 1979, DeSimone fue puesto en contacto y dijo que él iba a ser "iniciado". Peter Vario y Bruno Facciolo lo llevaron a una localización desconocida, donde él fue asesinado.
El 17 de mayo de 2007, en el Show de Howard Stern, Henry Hill reafirmó que Gotti había matado a DeSimone.
DeSimone fue declarado legalmente muerto por el FBI en 1990.
Se pensó que él había sido sepultado en un supuesto "cementerio de la Mafia" en la frontera de Brooklyn-Queens, cerca del aeropuerto John F. Kennedy, donde el cuerpo de Al Indelicato fue encontrado en 1981 y los cuerpos de Philip Giaccone y Dominick Trinchera fueron recuperados por la policía en 2004. Sus restos, sin embargo, nunca han sido localizados.

## Goodfellas
El actor Joe Pesci interpretó a un personaje basado en DeSimone en la película Goodfellas de 1990 (renombrado "Tommy DeVito" en la película), un papel por el cual ganó el Premio de Academia de 1990 al Mejor Actor de Reparto. La película se tomó algunas licencias artísticas: principalmente, DeSimone era seis años más joven que Hill, no de la misma edad (que fue implicado cuando ellos primero se encuentran), y aunque es representado en la película como un pequeño hombre con una actitud, DeSimone era grande y corpulento, medía aproximadamente 1,88 m y pesaba más de 90 kilos.
Aunque principalmente basado en DeSimone, Tommy DeVito también funcionó como un carácter compuesto. El personaje de DeVito es substituto de varios individuos no retratados en la película; por ejemplo, en la escena de la cita doble donde Hill encuentra a su futura esposa, Tommy es sustituto del hijo de Paul Vario, Paul Jr, quien realmente tuvo la cita.
Hill, sin embargo, llama la representación de Pesci "entre 90 y el 95 por ciento exacta", mencionando sólo que Pesci no se pareció físicamente a DeSimone alto y musculoso que era en su adolescencia y años veinte durante los acontecimientos representados en Goodfellas. También, en la vida real, Vario permitió que los Gambino mataran a DeSimone en represalia por el asesinato de Batts y Jerothe, mientras que en la película, los miembros mayores de la familia únicamente ejecutan a Tommy por matar "a un iniciado" sin permiso. La narración de Hill hace una referencia a los acontecimientos verdaderos, diciendo que fue asesinado como "venganza de Billy Batts y por muchas otras cosas." En la película, a DeVito le disparan literalmente en la cabeza Vinnie (Charles Scorsese), un miembro mayor de la familia criminal Gambino basada en Bruno Facciolo, y Tuddy Cicero. A diferencia de su homólogo verídico, DeSimone, el cuerpo de DeVito es encontrado poco después, y le dan un entierro, aunque le dispararon (después de muerto) en la cara, de modo que su madre no pudiera tener una ceremonia de ataúd abierto.